# DCE Distributed File System
DCE Distributed File System（DCE/DFS）は、Distributed Computing Environmentで使われている遠隔ファイルアクセスプロトコルである。トランザークの開発した AFS Version 3.0 に基づいている。AFS Version 3.0 は、カーネギーメロン大学で開発された Andrew File System Version 2.0 プロトコルに基づいて開発された。

## 概要
DCE/DFS は複数のコンポーネントから成り、POSIX のローカルファイルシステムを擬似する分散ファイルシステムを提供し、可能な限り最適化を施している。DCE/DFS クライアントは、本来のファイルのコピーとしてローカルなキャッシュを利用する。クライアントシステムはサーバシステムと協調し、ファイルの原本が複数のクライアントからアクセスされ、原本が変更されたときにキャッシュの再フェッチが行われることを保証する。
この手法の利点は、ネットワークが低速であっても非常に良い性能となる点である。というのは、ファイルアクセスのほとんどはローカルなキャッシュで済むためである。サーバが障害状態となっても、クライアントはローカルにファイルの更新が可能で、サーバが復活したときにサーバにそれを戻すようになっている。
DCE/DFS はまた、管理上の論理ユニットの概念（ファイルセット）とそれが格納されているボリュームとを切り離した。そうすることで、エンドユーザにとって透過的な方法でファイルセットの位置の管理制御が可能となっている。このような DCE/DFS の先進的機能をサポートするため、ローカルなジャーナリングファイルシステム（DCE/LFS、Episode とも）が開発され、DFS の全てのオプションを提供している。
IBM は 2005年以降、DCE/DFS の保守サポートをしていない。IBM は DCE/DFS から代替の ADFS (Advanced Distributed File System) への移行を進めている。このプロジェクトの主要な目標は、DFS を DCE のディレクトリサービス (CDS) およびセキュリティサービス (secd）と切り離すことである。しかし、2005年以降このプロジェクトについて公式な発表は何も無く、プロジェクトが中止されたと見られている。